# Anna Maria Rao
Anna Maria Rao (Napoli, 22 giugno 1949) è una storica italiana, professoressa emerita di storia moderna all'Università di Napoli Federico II.

## Biografia
Dopo la laurea in filosofia ottenuta nel 1972 presso l'Università di Napoli Federico II, è stata borsista prima presso l'Istituto italiano per gli Studi Storici di Napoli (1973-1974) e poi presso la Fondazione Luigi Einaudi di Torino e presso l'Institut d’Histoire de la Révolution française dell’Università di Paris I-Sorbonne (1974-1975). Nel 1980 è divenuta ricercatrice presso la Federico II; nel 1989 professoressa associata presso l'Università degli Studi della Basilicata e nel 1992 nuovamente presso la Federico II. Dal 1994 professoressa straordinaria e dal 1997 professoressa ordinaria. Ha svolto, come visiting professor, attività di insegnamento e di ricerca presso numerose istituzioni italiane ed estere, come l'Università Autonoma di Barcellona, l'École des hautes études en sciences sociales e la Maison des Sciences de l'Homme di Parigi; è stata inoltre vice-presidente della Société des Etudes Robespierristes (1999-2004) e presidente della Società italiana di studi sul secolo XVIII (2004-2008); è parte della direzione e della redazioni di riviste come Studi storici, Mélanges de l'Ecole française de Rome, Il Risorgimento. Rivista di storia del Risorgimento e di storia contemporanea.

## Aree di ricerca
Anna Maria Rao si occupa di diversi temi di storia dell'età moderna, tra cui l'illuminismo italiano, la feudalità, la rivoluzione francese e la controrivoluzione, la Repubblica napoletana del 1799, l'esilio politico. Attenzione particolare dedica alla storia di Napoli, del Mezzogiorno e del Mediterraneo.

## Opere scelte
- Il Regno di Napoli nel Settecento, Napoli, Guida, 1984.
- Esuli. L'emigrazione politica italiana in Francia (1972-1802), Napoli, Guida, 1992.
- La Repubblica napoletana del 1799, Roma, Newton & Compton, 1992.
- Lumi riforme rivoluzione. Percorsi storiografici, Roma, Edizioni di Storia e Letteratura, 2011.